# Люпчо Николовски
Люпчо Николовски - Путер (на македонска литературна норма: Љупчо Николовски-Путер) е политик, министър на земеделието, горите и водното стопанство на Република Македония от 1 юни 2017 г.

## Биография
Роден е на 20 август 1983 година в Крива паланка, тогава във Федерална Югославия. През 2007 г. завършва Юридическия факултет на Скопския университет. Специализира политически мениджмънт в Нов български университет в София. Към 2017 г. учи магистратура по административно право и обществена администрация. Работил е като консултант по човешки ресурси и търговско право и е бил секретар в Института на директорите в Македония. От февруари 2014 г. е шеф на кабинета на председателя на СДСМ. От ноември 2015 до май 2016 г. е допълнителен заместник-министър на земеделието, горите и водното стопанство.